# ビー・エイチ・エー
株式会社ビー・エイチ・エー（B.H.A）とはかつて存在した日本のソフトウェア開発企業。B's Recorderシリーズを始めとする光ディスクのライティング・オーサリングソフトウェアや、動画圧縮技術としてXVDの開発を行っていた。

## 沿革
- 1991年（平成3年）
  - 5月17日 - 福岡県太宰府市にて有限会社ビー・エイチ・エーが設立[1]。
  - 6月 - 大阪府大阪市淀川区西中島に大阪開発センターを設立。
  - 11月 - 大阪開発センターを移転。
- 1992年（平成4年）
  - 1月 - 本社を大阪市淀川区に移転。
  - 6月 - 株式会社ビー・エイチ・エーに組織変更。
- 1993年（平成5年）10月 - Macintosh向けディスクユーティリティソフトウェア「B's Crew」を発売。
- 1994年（平成6年）4月 - CDライティングソフトウェア「B's Recorder」をMacとWindows 3.1向けに発売。
- 1997年（平成9年）8月 - 本社を大阪府吹田市に移転。
- 2001年（平成13年）9月 - アメリカ合衆国カリフォルニア州にUS OFFICEを設立。
- 2003年（平成15年）4月25日 - DigitalStream-USA社と提携して次世代ビデオコーデック「XVD」を発表[2]。
- 2007年（平成19年）11月6日 - B's Recorder等のプログラム著作権や商標権をソースネクストへ譲渡[3]。
- 2009年（平成21年）
  - 4月24日 - 東京OFFICE（千代田区神田）を閉鎖。
  - 8月20日、事業停止[4][5]。負債額は約15億円の見込み。その後自己破産。

## 主な製品
B's Recorder
CD・DVDライティングソフトウェア。
B's CLiP
CD・DVDパケットライティングソフトウェア。タスクトレイに常駐し、CD-RWやDVD-RW / +RWをフロッピーディスク感覚で扱うことができる。B's Recorderシリーズに付属しているほか、単品でも販売されている。
B's DVD
DVDオーサリングソフトウェア。
B's File Guard
ファイル暗号化ソフトウェア。
B's Security Disk
ディスクドライブ仮想化ソフト。ハードディスクドライブ内に暗号化された仮想ドライブを作成する。
B's Movie Editor
動画のノンリニア編集ソフトウェア。
B's Crew
Macintosh向けディスクユーティリティソフトウェア。1993年発売。
超圧縮XVD
動画圧縮技術、XVDのエンコードソフトウェア。
CamCast SX
動画圧縮技術、XVDのエンコードハードウェア。SD単方向モデル。
CamCast CX
動画圧縮技術、XVDのエンコードハードウェア。双方向モデル。
CamCast EX
動画圧縮技術、XVDのエンコードハードウェア。無線モデル。
CamCast WirelessLinK
動画圧縮技術、XVDのエンコードハードウェア。双方向モデル。
CamCast Pro HD-1000
動画圧縮技術、XVDのエンコードハードウェア。ハイビジョンモデル。
HotStream Server
動画圧縮技術、XVDの多配信サーバー。100ユーザーモデル
B's LiveCast50 (略：LC50)
動画圧縮技術、XVDの多配信サーバー。50ユーザーモデル